# فرودگاه کیلام-سدگویک
کیلام/کیلام-سدگویک فرودگاه (به انگلیسی: Killam/Killam-Sedgewick Airport) یک فرودگاه همگانی است که یک باند فرود آسفالت دارد و طول باند آن ۸۹۹ متر است. این فرودگاه در کشور کانادا قرار دارد و در ارتفاع ۶۶۵ متری از سطح دریا واقع شده است.